# Lee Mayberry
Pour les articles homonymes, voir Mayberry.
Lee Mayberry, né le 12 juin 1970 à Tulsa dans l'Oklahoma, est un ancien joueur américain de basket-ball. Il évoluait au poste de meneur.

## Palmarès
- Médaille de bronze au championnat du monde 1990.